# Потреблятство. Болезнь, угрожающая миру
Потреблятство. Болезнь, угрожающая миру (англ. Affluenza: The All-Consuming Epidemic) — книга американских авторов Дж. де Граафа, Д. Ванна и Т. Х. Нейлора, посвящённая критике потребительства. Издана в 2001 году, ISBN 1-57675-199-6. Основана на выходившей ранее серии телепередач Национального общественного радио.
Книга состоит из трех частей — «Симптомы», «Причины» и «Лечение», подходя к потребительству как к болезни. Понятие «синдром потреблятства» поясняется как «болезненное, заразное, передающееся внутри общества состояние пресыщения, обременённости долгами, тревоги и опустошенности, которое является результатом упрямой погони за новыми и новыми приобретениями». Книга признана издательством Detroit Free Press одной из 8 лучших нехудожественных книг года, двумя университетами выдавалась всем первокурсникам.
Русский перевод издан в 2003 году издательством Ультра.Культура. ISBN 5-9681-0070-2.